# Pollimyrus plagiostoma
Pollimyrus plagiostoma är en fiskart som först beskrevs av Boulenger, 1898.  Pollimyrus plagiostoma ingår i släktet Pollimyrus och familjen Mormyridae. IUCN kategoriserar arten globalt som livskraftig. Inga underarter finns listade i Catalogue of Life.